# Муха Рената Григорівна
Рената Григорівна Ткаченко (прізвище за народженням Муха, літературний псевдонім — Рената Муха, * 31 січня 1933, Одеса — † 24 серпня 2009, Беер-Шева) — поетеса, автор численних дитячих віршів; науковець-філолог англійської мови і літератури. Видавати власні вірші почала наприкінці 1960-х рр.

## Біографія
Народилася в 1933 році в Одесі. Батько: Григорій Герасимович Муха (1906–1960) — родом з села Великі Сорочинці на Полтавщині, українець, офіцер Червоної Армії, учасник другої світової війни. Дід з батьківського боку був одним з керівників Сорочинського повстання 1905, був вбитий у царській тюрмі.
Мати: Александра Соломонівна Шехтман (1912–1955) — родом з Одеси, єврейка, випускниця харківського педагогічного інституту іноземних мов, доцент німецької філології. Коли Рената була меленькою родина перебралась до Харкова, невдовзі батько покинув сім'ю, але підтримував з дочкою стосунки.
Закінчила філологічний факультет Харківського університету, аспірантуру, була відомою в Харкові ведучою популярної телепередачі «Уроки англійської мови» під ім'ям «Наташа». Пізніше отримала ступені кандидата і доктора філологічних наук; займалася англійською мовою і літературою.

## Літературна творчість
В 1968 році разом з Ніною Воронель опублікувала дитячу збірку «Переполох», потім з'явилася книжка «Про Дурного Коня», написана спільно з Поллі Камерун і Вадимом Левіним.
В 1994 році поетеса переїхала до Ізраїлю. Мешкала в Беер-Шева, викладала в університеті Бен-Гуріона.
В Ізраїлі в неї вийшли книги «Гіппопопоема», «Недомовки», «Бувають у житті чудеса».

## Відзнаки, нагороди
- медаль «За внесок у справу захисту дитинства» — товариства «Дом Януша Корчака» (Єрусалим, 2006).

## Сім'я
- чоловік: Вадим Ткаченко, професор математики

- сини: Дмитро (1964, живе в Харкові), Олексій (1969, живе в США)

- зведений брат (по батьку, нар. 1948) — Анатолій Григорович Муха, к.т. н., активний діяч Харківського обласного осередку Українського козацтва, голова харківської суспільної організації «Народ — проти мафії»